# Ayşen Gürcan
Ayşen Gürcan, née le 25 novembre 1963 à Burdur (Turquie), est une femme politique turque. Elle est ministre de la Famille et des Politiques sociales en 2015.

## Biographie
Universitaire, elle enseignait jusqu'à sa nomination ministérielle à l'université du commerce d'Istanbul, une école privée. Membre du conseil d'administration d'une fondation d'inspiration islamique, elle est la première femme ministre turque à porter le hidjab, conséquence de la levée d'interdiction par le Premier ministre puis président Recep Tayyip Erdoğan du port du hidjab dans l'enseignement et la fonction publique,.
Elle est élue députée en 2023 à Eskişehir pour le Parti de la justice et du développement.

## Vie privée
Elle est mère de trois enfants.